# Фаллек, Вильгельм
Вильгельм (Вольф) Фаллек (1887—1941) — польский учитель еврейского происхождения, историк литературы, критик и историк театра, журналист.

## Биография
Вильгельм Фаллек родился 24 декабря 1887 года в семье фабриканта. Работал бухгалтером, помощником купца, параллельно заочно учился, сдав в 1909 году экстерном экзамены за полный курс Краковской гимназии святой Анны. В 1913 году окончил юридический факультет Ягеллонского университета в Кракове, в 1915 году получил степень доктора права. С начала 1920-х годов активно занимался журналистикой и публицистической деятельностью.
Фаллек начал публиковаться в польских периодических печатных изданиях ещё в студенческие годы. Основной жанр опубликованных им материалов — театральные рецензии. Позднее был ведущим рубрики литературного отдела краковского журнала «Новый журнал», был постоянным театральным рецензентом.
С 1923 года проживал в городе Лодзи, работал учителем-полонистом в Мужской гимназии Общества еврейских средних школ. Сотрудничал с рядом лодзинских печатных изданий, в том числе: газетами «Утренний голос», «Правда», «Республика», многими еврейскими и польско-еврейскими журналами. Являлся членом правления Общества полонистов Польши, входил в редакционную коллегию «Полонистических трудов», читал лекции о польской литературе. Опубликовал ряд работ об истории польского театрального искусства. В августе 1923 года Фаллек был введён в состав Комитета по строительству Лодзинского городского театра.
После оккупации Польши немецкими войсками в ноябре 1939 года как еврей Фаллек был направлен в Броды. Был директором общей школы. Его жена и дочь были убиты оккупантами в Ченстохове. В июле 1941 года Фаллек был казнён вместе с большой группой представителей еврейского населения под Бродами. Во время войны погиб и собранный им большой архив книг.

## Сочинения
- Świat biblijny w twórczości J. Kochanowskiego («Kultura staropolska» 1930),
- Szkice żydowskie i studia o wpływie Biblii na literaturę polską, Warszawa-Łódź 1931
- Motywy biblijne w «Panu Tadeuszu» Mickiewicza Łódź 1931,
- II cz. «Dziadów» A. Mickiewicza Łódź 1932,
- Scena łódzka pod dyrekcją Aleksandra Zelwerowicza. Kartka z dziejów teatru łódzkiego (1908—1911), Łódź 1937,
- Z dziejów sceny łódzkiej. Teatr Zelwerowicza w Łodzi w r. 1920/21 Łódź 1938,
- Cztery sezony teatru łódzkiego. (Dyrekcja Szyfmana i Gorczyńskiego 1925/27 i Dyrekcja Gorczyńskiego 1927/29) Łódź 1939,
- przygotował do druku i wstępem opatrzył Pieśń nad pieśniami w przekładzie Z. Bromberga-Bytkowskiego Łódź 1924,
- W księdze zbiorowej Żydzi w Polsce Odrodzonej (Warszawa 1931) znajduje się jego rozprawa Twórczość Żydów na polu literatury polskiej do r. 1918 (t. 2 s. 74-90).